# Roger Thornhill
Roger Thornhill est le nom du personnage principal du film La Mort aux trousses (North By Northwest) réalisé par Alfred Hitchcock en 1959. Il est interprété par Cary Grant.

## Caractéristiques
Thornhill, publicitaire sans histoire aussi attaché à sa mère qu'à son indépendance amoureuse, est pris pour l'espion George Kaplan à la suite d'un quiproquo. Poursuivi par les tueurs d'une organisation occulte, il est accusé de meurtre et, ce faisant, pourchassé également par la police. Sa rencontre avec Eve Kendall l'aidera à se sortir de cette périlleuse situation.